# Невідничий Юрій Олександрович
Ю́рій Олекса́ндрович Невідни́чий (31 серпня 1970, Кременчук, Полтавська область — 14 квітня 2015, Кременчук, Полтавська область) — сержант Збройних сил України, командир БМП 2 відділення 2 взводу 8 роти 3 батальйону 30-ї окремої механізованої бригади (в/ч ПП В-2731), учасник російсько-української війни.

## Життєпис
Закінчив 8 класів кременчуцької середньої школи № 8, СПТУ № 19 (нині — Державний навчальний заклад «Кременчуцький професійний ліцей нафтопереробної промисловості») за спеціальністю «монтажник-зварник». Проходив строкову службу в групі радянських військ у НДР.
Як доброволець 14 серпня 2014-го мобілізований до лав ЗСУ, командир відділення БМП 30-ї окремої механізованої бригади. Вийшов з оточення під Дебальцевим.
У квітні 2015-го приїхав додому у Кременчук в короткотермінову відпустку, під час якої помер 14 квітня 2015 року. Тіло бійця знайшли в його власній квартирі, причина смерті — відрив тромба, серцево-судинна недостатність, гостра ішемічна хвороба. Залишилися дружина, донька і син.
Похований у секторі загиблих Героїв АТО Свіштовського кладовища Кременчука.
Без Юрія лишилися дружина, донька й син.

## Нагороди
- нагороджений відзнакою «За вірність народу України» І ступеня (рішення Полтавської обласної ради, 21 жовтня 2015-го, посмертно)
- занесений до Книги Пошани Полтавської обласної ради (березень 2016, посмертно)[2].

## Вшанування пам'яті
- 31 серпня 2017 року, в день народження бійця, на фасаді ЗОШ № 8, де навчався Юрій Невідничий, встановили меморіальну дошку[3][4].